# أدريان دودسون
أدريان دودسون (بالإنجليزية: Adrian Dodson)‏ مواليد 20 سبتمبر 1970 في جورج تاون، هو ملاكم محترف بريطاني. شارك في دورة الألعاب الأولمبية الصيفية سنة 1988.

## إحصائيات
خاض خلال مسيرته 31 نزالا، فاز في 25 ولم يتعادل وخسر في 6. فاز بالضربة القاضية في 0 نزالا.

## روابط خارجية
- أدريان دودسون على موقع أوليمبيديا (الإنجليزية)